# Чемпіонат Англії з футболу 2000—2001: Прем'єр-ліга
Англійська прем'єр-ліга 2000—2001 (англ. FA Premier League) — дев'ятий сезон англійської Прем'єр-ліги, заснованої 1992 року. Утретє поспіль на першому рядку турнірної таблиці фінішував «Манчестер Юнайтед», а на другому — лондонський «Арсенал». Сер Алекс Фергюсон став першим тренером в історії англійського футболу, який тричі поспіль приводив свою команду до перемоги у чемпіонаті Англії. Здобути три перемоги в національній першості поспіль вдавалося й раніше, але в усіх трьох командах («Арсеналі», «Гаддерсфілд Тауні» та «Ліверпулі»), які цього досягали, при цьому відбувалися зміни головного тренера.
Незважаючи на успіхи клубів, очолюваних Фергюсоном та Жераром Ульє, найкращим тренером сезону був визнаний Джордж Берлі, очільник тренерського штабу «Іпсвіч Тауна». Його команда лише цього сезону пробилася до Прем'єр-ліги і багатьма аналітиками розглядалася одним з основних претендентів на виліт з елітного дивізіону. Однак команда, що мала досить скромний за англійськими стандартами підбір гравців, не лише зберегла за собою місце у Прем'єр-лізі, але й фінішувала на п'ятій позиції, кваліфікувавшись таким чином до Кубка УЄФА, свого першого європейського турніру за останні майже 20 років.
«Чарльтон Атлетик», який також дебютував у вищому дивізіоні після деякої перерви, теж фінішував на пристойному, дев'ятому місці. Єдиним «новачком» сезону, який відразу ж залишив елітний дивізіон, став «Манчестер Сіті». Компанію «Мансіті» у пониженні в класі склали «Бредфорд Сіті» та «Ковентрі Сіті». Якщо перша з цих команд вибула до другого за силою дивізіону після двох сезонів в еліті англійського футболу, то «Ковентрі» втратив право участі у вищому дивізіоні після 34 років незмінних виступів на найвищому рівні.

## Команди-учасниці
У змаганнях Прем'єр-ліги сезону 2000—2001 взяли участь 20 команд, включаючи 17 команд-учасниць попереднього сезону та три команди, що підвищилися у класі з Чемпіонату Футбольної ліги.

## Турнірна таблиця
| М  | Команда               | І  | В  | Н  | П  | МЗ | МП | РМ  | О  | Кваліфікація або пониження в класі                        |
| -- | --------------------- | -- | -- | -- | -- | -- | -- | --- | -- | --------------------------------------------------------- |
| 1  | «Манчестер Юнайтед» Ч | 38 | 24 | 8  | 6  | 79 | 31 | +48 | 80 | Груповий раунд Ліги чемпіонів УЄФА 2001–2002              |
| 2  | «Арсенал»             | 38 | 20 | 10 | 8  | 63 | 38 | +25 | 70 | Груповий раунд Ліги чемпіонів УЄФА 2001–2002              |
| 3  | «Ліверпуль»           | 38 | 20 | 9  | 9  | 71 | 39 | +32 | 69 | 3-й кваліфікаційний раунд Ліги чемпіонів УЄФА 2001–2002 1 |
| 4  | «Лідс Юнайтед»        | 38 | 20 | 8  | 10 | 64 | 43 | +21 | 68 | 1-й раунд Кубка УЄФА 2001–2002 1                          |
| 5  | «Іпсвіч Таун»         | 38 | 20 | 6  | 12 | 57 | 42 | +15 | 66 | 1-й раунд Кубка УЄФА 2001–2002 1                          |
| 6  | «Челсі»               | 38 | 17 | 10 | 11 | 68 | 45 | +23 | 61 | 1-й раунд Кубка УЄФА 2001–2002 1                          |
| 7  | «Сандерленд»          | 38 | 15 | 12 | 11 | 46 | 41 | +5  | 57 |                                                           |
| 8  | «Астон Вілла»         | 38 | 13 | 15 | 10 | 46 | 43 | +3  | 54 | 3-й раунд Кубка Інтертото 2001                            |
| 9  | «Чарльтон Атлетик»    | 38 | 14 | 10 | 14 | 50 | 57 | −7  | 52 |                                                           |
| 10 | «Саутгемптон»         | 38 | 14 | 10 | 14 | 40 | 48 | −8  | 52 |                                                           |
| 11 | «Ньюкасл Юнайтед»     | 38 | 14 | 9  | 15 | 44 | 50 | −6  | 51 | 3-й раунд Кубка Інтертото 2001                            |
| 12 | «Тоттенгем Готспур»   | 38 | 13 | 10 | 15 | 47 | 54 | −7  | 49 |                                                           |
| 13 | «Лестер Сіті»         | 38 | 14 | 6  | 18 | 39 | 51 | −12 | 48 |                                                           |
| 14 | «Мідлсбро»            | 38 | 9  | 15 | 14 | 44 | 44 | 0   | 42 |                                                           |
| 15 | «Вест Гем Юнайтед»    | 38 | 10 | 12 | 16 | 45 | 50 | −5  | 42 |                                                           |
| 16 | «Евертон»             | 38 | 11 | 9  | 18 | 45 | 59 | −14 | 42 |                                                           |
| 17 | «Дербі Каунті»        | 38 | 10 | 12 | 16 | 37 | 59 | −22 | 42 |                                                           |
| 18 | «Манчестер Сіті» Пн   | 38 | 8  | 10 | 20 | 41 | 65 | −24 | 34 | Пониження до Футбольної ліги                              |
| 19 | «Ковентрі Сіті» Пн    | 38 | 8  | 10 | 20 | 36 | 63 | −27 | 34 | Пониження до Футбольної ліги                              |
| 20 | «Бредфорд Сіті» Пн    | 38 | 5  | 11 | 22 | 30 | 70 | −40 | 26 | Пониження до Футбольної ліги                              |

Джерела: RSSSF
Правила класифікації: 
1) очок; 2) різниця м'ячів; 3) кіл-ть забитих м'ячів.
1Оскільки «Ліверпуль» кваліфікувався до Ліги чемпіонів, його місце у розіграші Кубка УЄФА як переможця тогорічного Кубка Англії відійшло до «Іпсвіч Тауна», а його місце у розіграші Кубка УЄФА як переможця тогорічного Кубка англійської ліги — до «Челсі».
(Ч) = Чемпіон; (Пн)/(В) = Понижено в класі/Вибув; (Пв) = Підвищення в класі; (ПП) = Переможець плей-оф; (Н) = Перехід до наступного раунду. 
Застосовується тільки коли сезон ще не закінчений: 
(К) = Кваліфікований до раунду турніру; (КН) = Кваліфікований до турніру, але не до конкретного раунду; (Д) = Дискваліфікований з турніру.

## Результати
| Вдома \ В гостях1 | АРС | АСТ | БРС | ЧАР | ЧЕЛ | КОВ | ДЕР | ЕВЕ | ІПС | ЛІД | ЛЕС | ЛІВ | МС  | МЮ  | МІД | НЬЮ | САУ | САН | ТОТ | ВГЮ |
| Арсенал           |     | 1–0 | 2–0 | 5–3 | 1–1 | 2–1 | 0–0 | 4–1 | 1–0 | 2–1 | 6–1 | 2–0 | 5–0 | 1–0 | 0–3 | 5–0 | 1–0 | 2–2 | 2–0 | 3–0 |
| Астон Вілла       | 0–0 |     | 2–0 | 2–1 | 1–1 | 3–2 | 4–1 | 2–1 | 2–1 | 1–2 | 2–1 | 0–3 | 2–2 | 0–1 | 1–1 | 1–1 | 0–0 | 0–0 | 2–0 | 2–2 |
| Бредфорд Сіті     | 1–1 | 0–3 |     | 2–0 | 2–0 | 2–1 | 2–0 | 0–1 | 0–2 | 1–1 | 0–0 | 0–2 | 2–2 | 0–3 | 1–1 | 2–2 | 0–1 | 1–4 | 3–3 | 1–2 |
| Чарльтон Атлетик  | 1–0 | 3–3 | 2–0 |     | 2–0 | 2–2 | 2–1 | 1–0 | 2–1 | 1–2 | 2–0 | 0–4 | 4–0 | 3–3 | 1–0 | 2–0 | 1–1 | 0–1 | 1–0 | 1–1 |
| Челсі             | 2–2 | 1–0 | 3–0 | 0–1 |     | 6–1 | 4–1 | 2–1 | 4–1 | 1–1 | 0–2 | 3–0 | 2–1 | 1–1 | 2–1 | 3–1 | 1–0 | 2–4 | 3–0 | 4–2 |
| Ковентрі Сіті     | 0–1 | 1–1 | 0–0 | 2–2 | 0–0 |     | 2–0 | 1–3 | 0–1 | 0–0 | 1–0 | 0–2 | 1–1 | 1–2 | 1–3 | 0–2 | 1–1 | 1–0 | 2–1 | 0–3 |
| Дербі Каунті      | 1–2 | 1–0 | 2–0 | 2–2 | 0–4 | 1–0 |     | 1–0 | 1–1 | 1–1 | 2–0 | 0–4 | 1–1 | 0–3 | 3–3 | 2–0 | 2–2 | 1–0 | 2–1 | 0–0 |
| Евертон           | 2–0 | 0–1 | 2–1 | 3–0 | 2–1 | 1–2 | 2–2 |     | 0–3 | 2–2 | 2–1 | 2–3 | 3–1 | 1–3 | 2–2 | 1–1 | 1–1 | 2–2 | 0–0 | 1–1 |
| Іпсвіч Таун       | 1–1 | 1–2 | 3–1 | 2–0 | 2–2 | 2–0 | 0–1 | 2–0 |     | 1–2 | 2–0 | 1–1 | 2–1 | 1–1 | 2–1 | 1–0 | 3–1 | 1–0 | 3–0 | 1–1 |
| Лідс Юнайтед      | 1–0 | 1–2 | 6–1 | 3–1 | 2–0 | 1–0 | 0–0 | 2–0 | 2–0 |     | 3–1 | 4–3 | 1–2 | 1–1 | 1–1 | 1–3 | 2–0 | 2–0 | 4–3 | 0–1 |
| Лестер Сіті       | 0–0 | 0–0 | 1–2 | 3–1 | 2–1 | 1–3 | 2–1 | 1–1 | 2–1 | 3–1 |     | 2–0 | 1–2 | 0–3 | 0–3 | 1–1 | 1–0 | 2–0 | 4–2 | 2–1 |
| Ліверпуль         | 4–0 | 3–1 | 1–0 | 3–0 | 2–2 | 4–1 | 1–1 | 3–1 | 0–1 | 1–2 | 1–0 |     | 3–2 | 2–0 | 0–0 | 3–0 | 2–1 | 1–1 | 3–1 | 3–0 |
| Манчестер Сіті    | 0–4 | 1–3 | 2–0 | 1–4 | 1–2 | 1–2 | 0–0 | 5–0 | 2–3 | 0–4 | 0–1 | 1–1 |     | 0–1 | 1–1 | 0–1 | 0–1 | 4–2 | 0–1 | 1–0 |
| Манчестер Юнайтед | 6–1 | 2–0 | 6–0 | 2–1 | 3–3 | 4–2 | 0–1 | 1–0 | 2–0 | 3–0 | 2–0 | 0–1 | 1–1 |     | 2–1 | 2–0 | 5–0 | 3–0 | 2–0 | 3–1 |
| Мідлсбро          | 0–1 | 1–1 | 2–2 | 0–0 | 1–0 | 1–1 | 4–0 | 1–2 | 1–2 | 1–2 | 0–3 | 1–0 | 1–1 | 0–2 |     | 1–3 | 0–1 | 0–0 | 1–1 | 2–1 |
| Ньюкасл Юнайтед   | 0–0 | 3–0 | 2–1 | 0–1 | 0–0 | 3–1 | 3–2 | 0–1 | 2–1 | 2–1 | 1–0 | 2–1 | 0–1 | 1–1 | 1–2 |     | 1–1 | 1–2 | 2–0 | 2–1 |
| Саутгемптон       | 3–2 | 2–0 | 2–0 | 0–0 | 3–2 | 1–2 | 1–0 | 1–0 | 0–3 | 1–0 | 1–0 | 3–3 | 0–2 | 2–1 | 1–3 | 2–0 |     | 0–1 | 2–0 | 2–3 |
| Сандерленд        | 1–0 | 1–1 | 0–0 | 3–2 | 1–0 | 1–0 | 2–1 | 2–0 | 4–1 | 0–2 | 0–0 | 1–1 | 1–0 | 0–1 | 1–0 | 1–1 | 2–2 |     | 2–3 | 1–1 |
| Тоттенгем Готспур | 1–1 | 0–0 | 2–1 | 0–0 | 0–3 | 3–0 | 3–1 | 3–2 | 3–1 | 1–2 | 3–0 | 2–1 | 0–0 | 3–1 | 0–0 | 4–2 | 0–0 | 2–1 |     | 1–0 |
| Вест Гем Юнайтед  | 1–2 | 1–1 | 1–1 | 5–0 | 0–2 | 1–1 | 3–1 | 0–2 | 0–1 | 0–2 | 0–1 | 1–1 | 4–1 | 2–2 | 1–0 | 1–0 | 3–0 | 0–2 | 0–0 |     |

Джерело: RSSSF
1Команда-господар записана у лівому стовпчику.
Кольори: Голубий = господар переміг; Жовтий = нічия; Червоний = гості перемогли.

## Статистика
| Місце | Гравець                   | Клуб                | Голи |
| ----- | ------------------------- | ------------------- | ---- |
| 1     | Джиммі Флойд Гассельбайнк | «Челсі»             | 23   |
| 2     | Маркус Стюарт             | «Іпсвіч Таун»       | 19   |
| 3     | Тьєррі Анрі               | «Арсенал»           | 17   |
| 3     | Марк Відука               | «Лідс Юнайтед»      | 17   |
| 5     | Майкл Овен                | «Ліверпуль»         | 16   |
| 6     | Тедді Шерінгем            | «Манчестер Юнайтед» | 15   |
| 7     | Еміль Гескі               | «Ліверпуль»         | 14   |
| 7     | Кевін Філліпс             | «Сандерленд»        | 14   |
| 9     | Ален Бокшич               | «Мідлсбро»          | 12   |
| 10    | Джеймс Бітті              | «Саутгемптон»       | 11   |
| 10    | Юнатан Юханссон           | «Чарльтон Атлетик»  | 11   |
| 10    | Фредерік Кануте           | «Вест Гем Юнайтед»  | 11   |
| 10    | Густаво Поєт              | «Челсі»             | 11   |
| 10    | Алан Сміт                 | «Лідс Юнайтед»      | 11   |

| Місце | Гравець         | Клуб                | Передачі |
| ----- | --------------- | ------------------- | -------- |
| 1     | Девід Бекхем    | «Манчестер Юнайтед» | 15       |
| 2     | Нолберто Солано | «Ньюкасл Юнайтед»   | 6        |
| 3     | Лі Боєр         | «Лідс Юнайтед»      | 5        |
| 3     | Іан Гарт        | «Лідс Юнайтед»      | 5        |
| 3     | Гаррі К'юелл    | «Лідс Юнайтед»      | 5        |
| 3     | Робер Пірес     | «Арсенал»           | 5        |
| 3     | Сільвен Вільтор | «Арсенал»           | 5        |

## Щомісячні нагороди
| Місяць   | Тренер місяця                        | Гравець місяця                       |
| -------- | ------------------------------------ | ------------------------------------ |
| серпень  | Боббі Робсон («Ньюкасл Юнайтед»)     | Алан Сміт («Лідс Юнайтед»)           |
| вересень | Пітер Тейлор («Лестер Сіті»)         | Тім Флаверс («Лестер Сіті»)          |
| жовтень  | Арсен Венгер («Арсенал»)             | Тедді Шерінгем («Манчестер Юнайтед») |
| листопад | Джордж Берлі («Іпсвіч Таун»)         | Пол Робінсон («Лідс Юнайтед»)        |
| грудень  | Пітер Рід («Сандерленд»)             | Джеймс Бітті («Саутгемптон»)         |
| січень   | Террі Венейблз («Мідлсбро»)          | Роббі Кін («Лідс Юнайтед»)           |
| лютий    | Алекс Фергюсон («Манчестер Юнайтед») | Стюарт Пірс («Вест Гем Юнайтед»)     |
| березень | Девід О'Лірі («Лідс Юнайтед»)        | Стівен Джерард («Ліверпуль»)         |
| квітень  | Девід О'Лірі («Лідс Юнайтед»)        | Гері Макаллістер («Ліверпуль»)       |